# John Ngugi
John Ngugi (* 10. května 1962) je bývalý keňský atlet, olympijský vítěz v běhu na 5000 metrů z roku 1988.
Během své sportovní kariéry získal celkem 10 titulů mistra světa v krosu (v letech 1986 až 1989 a v roce 1992 - vždy současně v závodu jednotlivců i družstev). V roce 1987 získal zlatou medaili v běhu na 5000 metrů na Afrických hrách. Je největším úspěchem je vítězství ve finálovém běhu na 5000 metrů na olympiádě v Soulu v roce 1988.

## Osobní rekordy
- Běh na 5000 metrů - 13:11,14 (1990)
- Běh na 10 000 metrů - 27:11,62 (1991)